# Eau Noire (Viroin)
Die Eau Noire ist ein etwa 44 Kilometer langer Fluss im belgisch-französischen Grenzgebiet, in den westlichen Ardennen. 

## Geographie

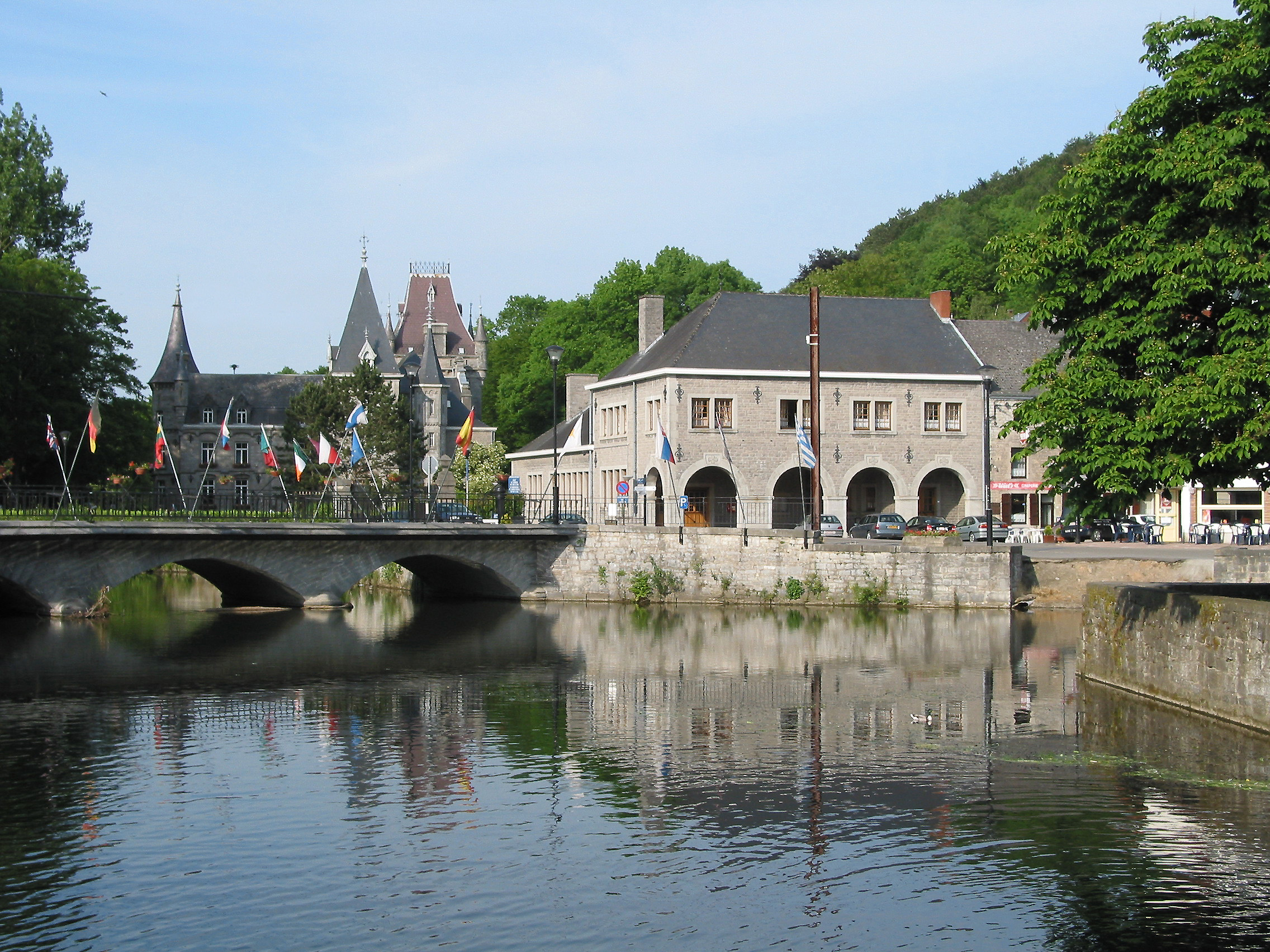
Die Eau Noire in Nismes

### Verlauf
Die Eau Noire entspringt nördlich von Rocroi, Frankreich, und beschreibt in ihrem Verlaufs einen großen Bogen: sie fließt zunächst auf einer welligen Hochfläche westwärts und bildet dabei großteils die Staatsgrenze zu Belgien. Dann überquert sie die Grenze, verläuft nordostwärts durch ein tief eingeschnittenes Durchbruchstal bis Couvin und erreicht schließlich das zur Gemeinde Viroinval gehörende Nismes. Kurz danach vereinigt sie sich nach rund 44 Kilometern mit dem Fluss Eau Blanche und bildet dadurch den Fluss Viroin, der wiederum auf französischem Gebiet in die Maas mündet.
Auf ihrem Weg berührt die Eau Noire das französische Département Ardennes und die belgische Provinz Namur. 

### Orte am Fluss
- Regniowez (F)
- Couvin (BE)
- Petigny (BE)
- Nismes (BE)